# Sergio Vergara De La Guarda
Sergio Vergara De La Guarda (29 novembre 1927 – 15 dicembre 2003) è stato uno schermidore cileno.

## Biografia
Ha partecipato ai Giochi della XVIII Olimpiade di Tokyo nel 1964.

## Palmarès
In carriera ha conseguito i seguenti risultati:
- Giochi Panamericani:

San Paolo 1963: argento nella spada individuale.